# 다케다정
다케다정(竹田町)은 효고현 아사고군에 있던 정이다. 현재의 아사고시에 해당한다.

## 역사
- 1889년 4월 1일 - 정촌제 시행에 의해 9촌의 구역을 가지고 다케다촌이 성립하였다.
- 1927년 1월 1일 - 정으로 승격해 다케다정이 되었다.
- 1956년 9월 30일 - 와다야마정, 지치부군 난탄정과 합병해, 새로운 와다야마정이 성립, 동일 다케다정은 폐지되었다.

## 교통

### 철도
- 일본국유철도
  - 반탄선

## 참고문헌
- 角川日本地名大辞典 28 兵庫県